# Pojazd napędzany gazem ziemnym

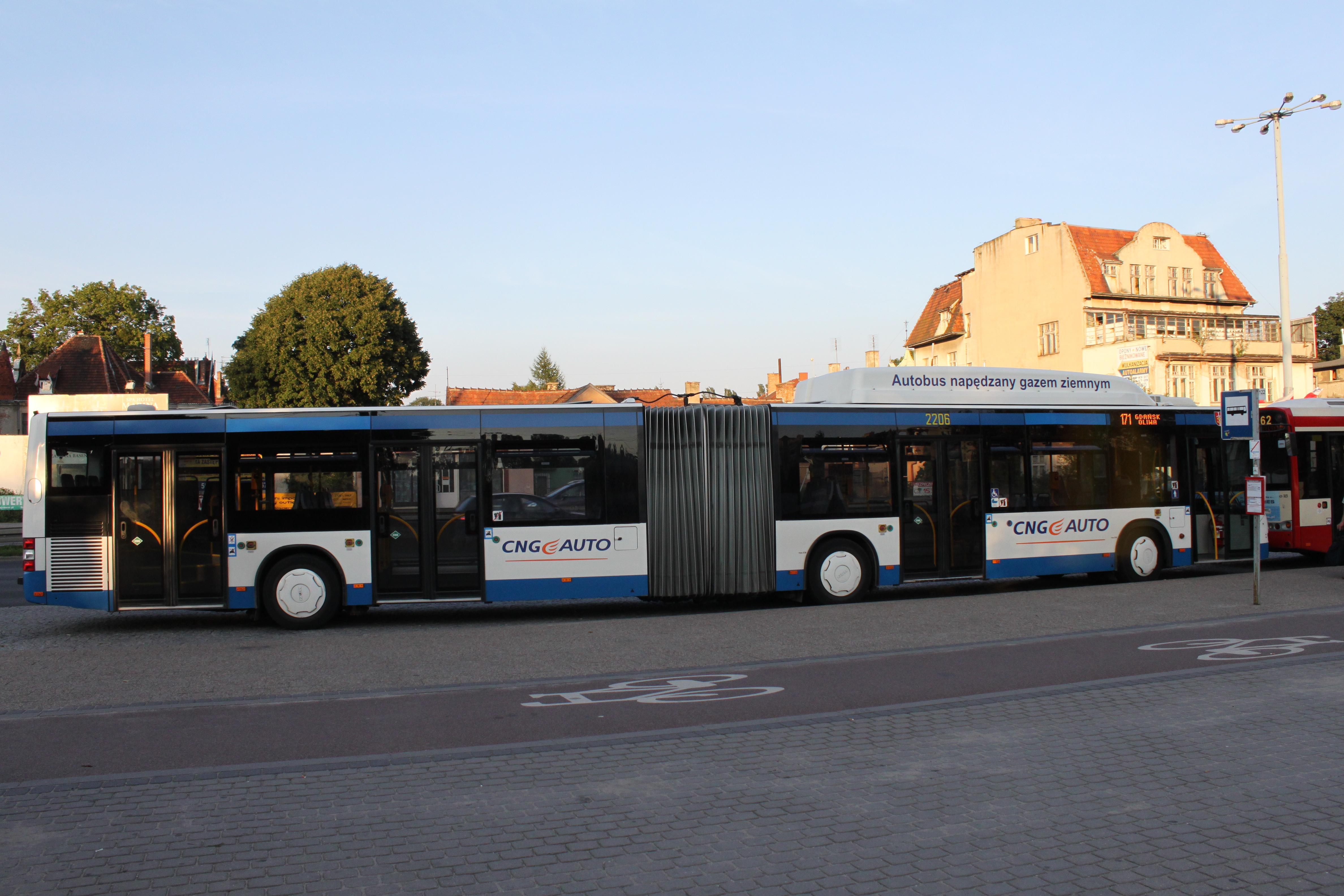
Pojazd napędzany gazem ziemnym

Pojazd napędzany gazem ziemnym – pojazd samochodowy wykorzystujący do napędu sprężony gaz ziemny (CNG) lub skroplony gaz ziemny (LNG), w tym pochodzący z biometanu.